# Салих-Тукай
Салих-Тукай — село в Тукаевском районе Татарстана. Входит в состав Стародрюшского сельского поселения.

## География
Находится в северо-восточной части Татарстана на расстоянии приблизительно 14 км на юг по прямой от районного центра города Набережные Челны.

## История
Основано в начале XX века. До 1960-х годов название было Салих.

## Население
Постоянных жителей было: в 1920 — 90, в 1926 — 92, в 1949—178, в 1958—148, в 1970 — 74, в 1979 — 37, в 1989 — 22, 13 в 2002 году (татары 77 %), 25 в 2010.